# Digalistes
Genre
Synonymes
Digalistes est un genre d'opilions laniatores de la famille des Cranaidae.

## Distribution
Les espèces de ce genre se rencontrent au Brésil et en Équateur.

## Liste des espèces
Selon World Catalogue of Opiliones (17/03/2024) :
- Digalistes signata Roewer, 1932

## Publication originale
- Roewer, 1932 : « Weitere Weberknechte VII (7. Ergänzung der: "Weberknechte der Erde", 1923) (Cranainae). » Archiv für Naturgeschichte, (N.F.), vol. 1, p. 275–350.